# Кјезануова (Фиренца)
Кјезануова је насеље у Италији у округу Фиренца, региону Тоскана.
Према процени из 2011. у насељу је живело 717 становника. Насеље се налази на надморској висини од 234 м.